# Cicindela gratiosa
Cicindela gratiosa är en skalbaggsart som beskrevs av Guérin-Méneville 1840. Cicindela gratiosa ingår i släktet Cicindela och familjen jordlöpare. Inga underarter finns listade i Catalogue of Life.